# Przyrządy dźwigniowe do wyoblania
Przyrządy dźwigniowe do wyoblania są to narzędzia używane w czasie wyoblania ręcznego. Wykorzystują w działania zasadę dźwigni. W zależności od konstrukcji przyrządy dźwigniowe do wyoblania dzielimy na:
- dwuramienne,
- z tarczą obrotową.

Przyrządy dźwigniowe stosowane są w trakcie wyoblania ręcznego blach o większych grubościach niż możliwe do wykonania za pomocą typowych wyoblaków. Posługiwanie się tymi narzędziami wymaga praktyki. Narzędziem kształtującym blachę w przyrządzie dźwigniowym są:
- rolki wyoblające o zróżnicowanych kształtach,
- wyoblak, ale o innej konstrukcji niż typowy wyoblak ręczny (stosowane są wymienne końcówki o różnych kształtach).